# An Se-young
Dans ce nom coréen, le nom de famille, An, précède le nom personnel.
An Se-young (en Coréen : 안세영) née le 5 février 2002 à Gwangju, est une joueuse de badminton professionnelle sud-coréenne spécialiste du simple dames.

## Palmarès

### Jeux Olympiques
| Année | Adversaire  | Score        | Résultat |
| ----- | ----------- | ------------ | -------- |
| 2024  | He Bingjiao | 21-13, 21-16 | Or       |

### Championnats du monde
| Année | Lieu                                       | Adversaire      | Score        | Résultat |
| ----- | ------------------------------------------ | --------------- | ------------ | -------- |
| 2022  | Tokyo Metropolitan Gymnasium, Tokyo, Japon | Akane Yamaguchi | 19–21, 12–21 | Bronze   |
| 2023  | Royal Arena, Copenhague, Danemark          | Carolina Marín  | 21-12, 21-10 | Or       |

### Championnats d'Asie
| Année | Adversaire   | Score               | Résultat |
| ----- | ------------ | ------------------- | -------- |
| 2022  | Wang Zhiyi   | 21–10, 12–21, 16–21 | Bronze   |
| 2023  | Tai Tzu-ying | 10-21, 14–21        | Argent   |